# 奇盛 (集團)
奇盛（集團）有限公司（除牌當時為0174.HK）主要業務為生產及銷售金屬產品。奇盛（集團）於1988年在香港交易所上市。
2010年7月7日，遠洋地產宣佈以最多6.87億港元收購奇盛（集團）股權，遠洋地產只會收購奇盛（集團）在上海持有的物業（永新大廈及瑞安廣場部份單位）、證券及現金資產，並計劃把電鍍金屬及塗料業務業務分派給股東，再由原大股東梁樹榮及梁妙琼購回。奇盛（集團）會轉型為地產商。而在股東大會通過置換資產後，現時為盛洋地產投資至今。

## 連結
- 奇盛集團（页面存档备份，存于）